# Tuxpan de Bolaños
Tuxpan de Bolaños är en ort i Mexiko.   Den ligger i kommunen Bolaños och delstaten Jalisco, i den centrala delen av landet, 600 km nordväst om huvudstaden Mexico City. Tuxpan de Bolaños ligger 1 134 meter över havet och antalet invånare är 1 269.
Terrängen runt Tuxpan de Bolaños är kuperad västerut, men österut är den bergig. Runt Tuxpan de Bolaños är det mycket glesbefolkat, med 4 invånare per kvadratkilometer. Tuxpan de Bolaños är det största samhället i trakten. I omgivningarna runt Tuxpan de Bolaños växer huvudsakligen savannskog.